# Sizzy Rocket
Sabrina Bernstein (Las Vegas, Nevada, 16 de abril de 1992), mais conhecida pelo nome artístico Sizzy Rocket, é uma cantora e compositora estadunidense.

## Biografia
Sizzy nasceu em Las Vegas, Nevada, Estados Unidos.Em 2016 ela lançou seu álbum de estreia, “Thrills” e visitou todo o país como suporte direto para Kitten. In 2016, Em 2016, ela começou gravadora independente / marca Diet Punk Records através da qual seu lado punk projetou com The Kickdrums, Shiny Wet Machine, foi lançado.

## Álbuns

### Álbuns de estúdio
| Detalhes do álbum                                                                            |
| -------------------------------------------------------------------------------------------- |
| Thrills - Lançamento: 8 de abril de 2016 - Editoras: Yebo Music - Formatos: Download digital |

## Singles

### Como artista principal
| Ano  | Canção          | Álbum   |
| ---- | --------------- | ------- |
| 2015 | "Bestie"        | Thrills |
| 2015 | "Boy"           | Thrills |
| 2015 | "Bad Kids"      | Thrills |
| 2016 | "Need Somebody" | Thrills |
| 2016 | "Thrills"       | Thrills |

### Como artista convidada
| Ano  | Canção                                                            | Álbum                         |
| ---- | ----------------------------------------------------------------- | ----------------------------- |
| 2014 | "Goodbye Yellow Brick Road" (J2 com participação de Sizzy Rocket) | J2 the Iconic Series, Vol. 1  |
| 2016 | "Lean on Me" (J2 com participação de Sizzy Rocket)                | J2 the Iconic Series, Vol. 2  |
| 2017 | "Girls Like" (Yuppycult com participação de Sizzy Rocket)         | Não adicionado à nenhum álbum |